# Pantone 448 C
Pantone 448 C est une nuance brune du système de couleurs Pantone, choisie pour les emballages neutres des produits du tabac dans de nombreux pays.
Le gouvernement australien a rendu obligatoire cette couleur pour l'emballage du tabac en paquet neutre en 2011. Les études avaient montré que les clients associaient spontanément une moindre toxicité à une couleur plus claire. L'entreprise de marketing GfK, chargée de trouver une nuance qui décourage les fumeurs, l'a sélectionnée après en avoir interrogé mille. Après la baisse de la consommation de tabac dans ce pays, le Royaume-Uni, la France et l'Irlande ont également adopté cette couleur pour le même usage, ce qui a amené la presse tabloïd à l'appeler « la couleur la plus moche du monde » (« The world's ugliest color »). En France, on désigne parfois ce brun comme kaki.
Des professionnels de la couleur font remarquer que l'impression produite dépend du contexte : on trouve ce genre de couleur sur le châle de La Joconde. Les beaux-arts font un large usage de bruns de nuance similaire : brun Van Dyck, terre d'ombre naturelle, etc. L'effet dépend de la couleur de contraste.
Leatrice Eiseman (en), de l'Institut Pantone des couleurs précise « il n'existe rien de tel que « la plus laide des couleurs ». On associe plutôt 448C à de riches tons de terre, populaires pour des divans, des chaussures, ou d'autres objets de la maison ». La mode emploie largement ce genre de tons.